# We Can't Dance
We Can't Dance är ett album av rockgruppen Genesis från 1991. Det spelades in på The Farm i Surrey, England och är producerat av Genesis och Nick Davis. We Can't Dance är gruppens sista studioalbum med Phil Collins som sångare.
Albumet blev #1 på albumlistan i Storbritannien och #4 i USA. "No Son of Mine", "Hold On My Heart", "I Can't Dance" och "Jesus He Knows Me" släpptes som singlar.

## Låtlista
Samtliga låtar skrivna av Tony Banks, Phil Collins och Mike Rutherford.
1. "No Son of Mine" - 6:39
2. "Jesus He Knows Me" - 4:16
3. "Driving the Last Spike" - 10:08
4. "I Can't Dance" - 4:01
5. "Never a Time" - 3:50
6. "Dreaming While You Sleep" - 7:16
7. "Tell Me Why" - 4:58
8. "Living Forever" - 5:41
9. "Hold on My Heart" - 4:38
10. "Way of the World" - 5:38
11. "Since I Lost You" - 4:09
12. "Fading Lights" - 10:16

## Medverkande
- Phil Collins - trummor, percussion, sång
- Tony Banks - keyboard
- Mike Rutherford - gitarr, bas